# 中兵庫信用金庫
中兵庫信用金庫（なかひょうごしんようきんこ）は、兵庫県丹波市に本店を置く信用金庫。統一金融機関コードは1695。

## 沿革
- 1948年　成松商工業協同組合として設立。
- 1950年　氷上郡信用協同組合に改組。のち氷上郡協同組合に改組。
- 1952年　氷上郡信用金庫に改組。
- 1955年　氷上信用金庫に改組。
- 1969年　多紀郡信用金庫と合併し、中兵庫信用金庫に改称。

## 店舗
- 本店営業部 (〒669-3693　丹波市氷上町成松226-1)
- 篠山支店 (〒669-2321　丹波篠山市黒岡185-1)
- 石生支店 (〒669-3464　丹波市氷上町石生715-16)
- 谷川支店 (〒669-3131　丹波市山南町谷川2017)
- 春日支店 (〒669-4141　丹波市春日町黒井1320-1)
- 青垣支店 (〒669-3811　丹波市青垣町佐治615-1)
- 黒田庄支店 (〒679-0315　西脇市黒田庄町津万井137-3)
- 市島支店 (〒669-4322　丹波市市島町上田496-2)
- 城東支店 (〒669-2441　丹波篠山市日置412-6)
- 古市支店 (〒669-2123　丹波篠山市古市256-4)
- 中町支店 (〒679-1113　多可郡多可町中区中村町388)
- 三田支店 (〒669-1533　三田市三田町51-3)
- 柏原支店 (〒669-3309　丹波市柏原町柏原269-1)
- 加美町支店 (〒679-1211　多可郡多可町加美区寺内130-1)
- 西脇支店 (〒677-0043　西脇市下戸田15-7)
- 西宮北支店 (〒651-1412　西宮市山口町下山口1-9-23)
- 社支店 (〒673-1431　加東市社1496-2)
- 吉川支店(〒673-1119　三木市吉川町鍛治屋152-5)
- 神戸北支店 (〒651-1313　神戸市北区有野中町1-15-2)
- 丹南支店 (〒669-2214　丹波篠山市味間新95-5)
- 福知山支店 (〒620-0940　福知山市駅南町2-286)
- 新三田支店 (〒669-1515　三田市大原81-1)
- 小野支店 (〒675-1371　小野市黒川町1826)
- 三田中央支店 (〒669-1529　三田市中央町5-16)
- 三宮支店 (〒650-0004　神戸市中央区中山手通1-25-5)
- 昭和通支店 (〒620-0059　福知山市厚東町151)
- ウッディタウン支店 (〒669-1321　三田市けやき台1-4-3)
- 三木支店 (〒673-0403　三木市末広3丁目20-27)
- 東灘支店 (〒658-0015　神戸市東灘区本山南町8-6-26　東神戸センタービルWEST4階)

（計29店舗）

## 備考
兵庫県丹波地域（丹波篠山市・丹波市）のローソンの店舗（一部除く）にはローソンATMではなく中兵庫信用金庫ATMを設置している。これは、兵庫県丹波地域には当初はローソン・エイティエム・ネットワークス（LANs）が展開されていなかったためであり、それに代わって設置された。